# Chinesische Nationalspiele 1983/Badminton
Bei den Chinesischen Nationalspielen 1983 wurden vom 18. September bis zum 1. Oktober 1983 in Shanghai im Badminton fünf Einzel- und zwei Teamwettbewerbe ausgetragen.

## Sieger und Finalisten
| Disziplin    | Gold                   | Silber                    |
| ------------ | ---------------------- | ------------------------- |
| Herreneinzel | Han Jian               | Yang Yang                 |
| Dameneinzel  | Li Lingwei             | Zhang Ailing              |
| Herrendoppel | Sun Zhian Zhao Jianhua | Wang Jian Li Yongbo       |
| Damendoppel  | Lin Ying Wu Dixi       | Pan Zhenli Sang Yanqin    |
| Mixed        | Lin Jiangli Lin Ying   | Wang Pengren Shi Fangjing |
| Herrenteam   | Liaoning               | Fujian                    |
| Damenteam    | Guangdong              | Zhejiang                  |